# BIRDMAN〜SMAP 013
『BIRDMAN〜SMAP 013』（バードマン スマップ ゼロワンスリー）は、SMAPの12枚目のオリジナル・アルバム。 1999年7月14日にビクターエンタテインメントから発売された。

## 収録曲
1. Theme of 013（inst.）
作曲:日高智&DJ GEE /編曲:日高智
2. idea
作詞:Y@SUKIYO（逢坂泰精） / 作曲:堀込高樹 / 編曲:河野伸 / コーラスアレンジ:佐々木久美
3. living large
作詞・作曲:taku,verbal&lisa / 編曲:taku
4. Fly（higher take）
作詞:ゆかり美和 / 作曲:野戸久嗣 / 編曲:岡雄三 / ホーンアレンジ:村田陽一
30thシングルのアルバム・バージョン(*MVに使用された)
5. NATSU 〜夏〜 - 木村拓哉
作詞・作曲:ナンバキイチロウ / 編曲:松浦恵
6. 涙のかけら - 稲垣吾郎・草彅剛
作詞:コヤナギミチコ / 作曲・編曲:松浦恵
7. "BLUES MASTER" Kill - 木村拓哉・草彅剛・香取慎吾
作詞・作曲・編曲:オンガシューヘイ
木村がメインボーカルを務め、草彅と香取はシャウト部分を担当。
8. 逢いたくなって - 中居正広・稲垣吾郎
作詞:安部純 / 作曲・編曲:武藤星児
9. 君を好きになって - 中居正広・草彅剛・香取慎吾
作詞:園田有吾 / 作曲・編曲:武藤星児 / コーラスアレンジ:佐々木久美
10. 朝日を見に行こうよ（mellow session take）
作詞・作曲:安田信二 / 編曲:佐山雅弘
29thシングルのアルバム・バージョン
11. BIRDMAN（inst.）
作曲・編曲:野戸久嗣・岡雄三
inst.扱いになってはいるが、FlyのMusic Videoの最後の語りの音声とFlyのバックトラックを重ねた物である。
　本作の歌詞カードの最終ページにセリフの記述あり。
12. （empty track）
このトラックは制作上の意図により楽曲が収録されていない。
13. Five True Love
作詞:N.マッピー・しんご・土生京子 / 作曲:N.マッピー・日高智 / 編曲:日高智
メンバー紹介曲
6thベスト・アルバム「SMAP 25 YEARS」にも収録されている。

## レコーディング・メンバー

### Theme of 013
- Manipulate: 日高 智 (by the courtesy of AVEX INC.)

### idea
- Chorus: 佐々木久美, 河合夕子, 斉藤妙子
- Manipulate: 日高智

### living large
- Guitar: 石成正人
- Rap: VERBAL (from m-flo by the courstey of AVEX INC.)
- Chorus: LISA, Taku
- Manipulate: Taku

### Fly （higher take）
- Drums: 佐野康夫
- Keyboards: 大山泰輝
- Bass: 岡雄三
- Guitar: 塩次伸二
- Horns: 村田陽一, 荒木敏男, 西村浩二, 竹野昌邦, 山本拓夫
- Chorus: David Lawson, Robbie Danzie, Wanda Lawson

### NATSU ～夏～
- Drums: 野口明彦
- Keyboards: 大山泰輝
- Bass: 岡雄三
- Guitar: 石成正人
- Percussions: Francis Silva
- Manipulate: 松浦恵

### 涙のかけら
- Drums: 野口明彦
- Keyboards: 大山泰輝
- Bass, Manipulation: 松浦恵
- Guitar: 石成正人
- Flute, Sax: 岡 淳
- Percussions: Francis Silva

### 逢いたくなって
- Piano: 大山泰輝

### 君を好きになって
- Guitar: 石成正人
- Sax: 勝田一樹
- Chorus: 佐々木久美, 河合夕子, 斉藤妙子, 園田有吾

### 朝日を見に行こうよ （mellow session take）
- Drums: 鶴谷智生
- Bass: 岡雄三
- Guitar: 白井良明
- Organ: 小島良喜
- Piano: 佐山雅弘
- Chorus: David Lawson, Andrew Bukenya, Wanda Lawson, Elaine Entzminger

### BIRDMAN
- Drums: 佐野康夫
- Keyboards: 大山泰輝
- Bass: 岡雄三

### Five True Love
- Guitar: 安達隆之, 茨木直樹
- Manipulate: 日高智

## テレビ出演
living large
- 『SMAP×SMAP』（2004年7月26日、関西テレビ・フジテレビ）
この回の音楽コーナー「Memorippies」のテーマ「夏のオープンカーに似合うSMAPソング」にてテレビ初披露。

Five True Love
- 『SMAP×SMAP』（2002年3月18日 (早春15分拡大SP!!)、関西テレビ・フジテレビ）
この回の音楽コーナー「スマリク」のテーマ「振り付けを是非見てみたいSMAP SONG」にてテレビ初披露。